# تموز (أسطورة)

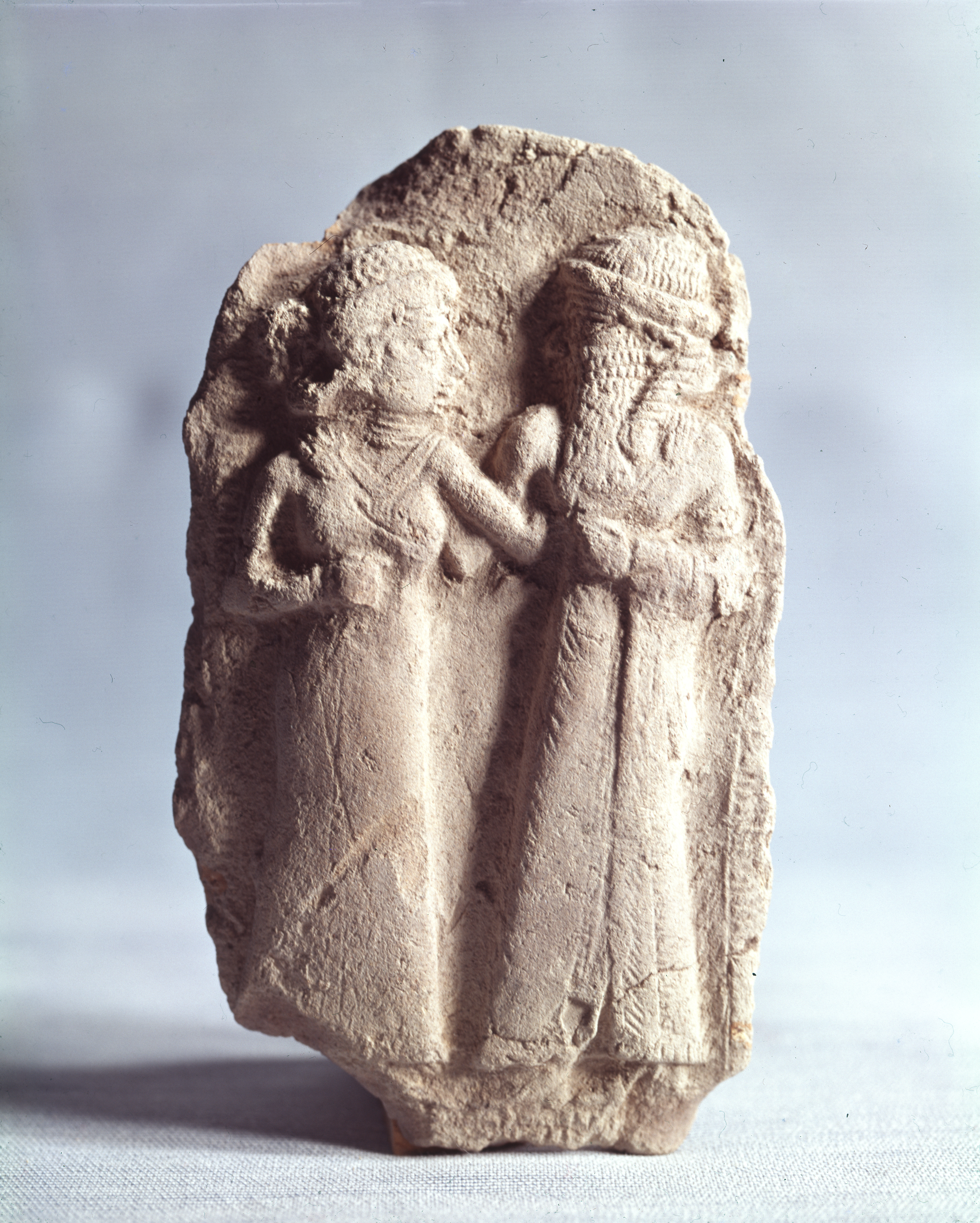
تصوير سومري قديم لزواج عشتار وتموز.

دموزي، عُرف لاحقًا بالاسم البديل تمّوز، هو إله قديم مرتبط بالرعاة في بلاد ما بين النهرين. كان القرين الأول للإلهة إنانا (التي عُرفت لاحقًا باسم عشتار). سُمّيت شقيقة دموزي في الأساطير السومرية باسم غشتينانا، وهي إلهة الزراعة والخصوبة وتفسير الأحلام. أُدرج دموزي في قائمة ملوك سومر بصفته ملكًا لمدينة باد تيبيرا في الفترة التي سبقت الطوفان، بالإضافة إلى كونه أحد الملوك الأوائل لمدينة الوركاء. ذكرت القصيدة السومرية إنانا تفضّل المزارع ما أدى لحدوث منافسة بين دموزي والفلاح إنكيمدو بهدف الفوز بيد إنانا للزواج. ذكرت قصّة نزول إنانا إلى العالم السفلي فشل دموزي في الحداد على وفاة إنانا، لكنّ إنانا سمحت لشياطين غالا بسحبه إلى العالم السفلي بدلًا منها بعد عودتها من العالم السفلي. تندم إنانا على قرارها هذا وتصدر أمرًا بقضاء دموزي لنصف العام في العالم السفلي والنصف الآخر برفقتها، بينما تصدر قرارًا آخر بإبقاء شقيقته غشتينانا في العالم السفلي بدلًا منه؛ وبالتالي تستمر دورة الفصول.
يشير الملك جلجامش إلى تمّوز في القسم السادس من ملحمة جلجامش باعتباره أحد عشّاق عشتار السابقين، والذي تحوّل إلى طائر شقراقية مكسور الجناح. ارتبط دموزي بالخصوبة والنباتات، واعتُقد بأنّ الصيف الحار والجاف في بلاد ما بين النهرين هو السبب الذي أودى بحياته مبكّرًا. يشارك الناس في جميع أنحاء بلاد ما بين النهرين في طقوس عامة للحداد عليه خلال أحد أشهر منتصف الصيف الذي يحمل اسمه (شهر تمّوز). اعتقد العلماء في أواخر القرن العشرين أن الملوك قد تمكّنوا من إثبات شرعيتهم في احتفالات أكيتو السومرية من خلال تولّي دور دموزي والمشاركة في العلاقات الجنسية الطقوسية مع كاهنة إنانا العليا، باعتباره جزءًا من احتفالات الزواج المقدّسة. يرفض العلماء في يومنا هذا هذه الفكرة، ويعتبرونها تفسيرًا خاطئًا للنصوص الأدبية السومرية. انتشرت عقيدة دموزي لاحقًا في بلاد الشام واليونان، إذ أصبح يُعرف بالاسم السامي الغربي «أدونيس».
استمرت عقيدة عشتار وتمّوز بالازدهار حتّى القرن الحادي عشر الميلادي، وتمكّنت من الحفاظ على مكانتها في أجزاء من بلاد ما بين النهرين حتّى أواخر القرن الثامن عشر. ذُكر اسم تمّوز في سفر حزقيال، وأُشير إليه في مقاطع أخرى من الكتاب العبري. اعتُبر تمّوز خير مثال على إله الموت والبعث النموذجي في دراسات العقائد الدينية خلال أواخر القرن التاسع عشر وأوائل القرن العشرين؛ دُحض هذا الافتراض الأكاديمي بعد اكتشاف النص السومري الكامل أصل إنانا في منتصف القرن العشرين، إذ تبيّن أن القصة تنتهي بوفاة دموزي بدلًا من بعثه. عُثر على معلومات تخصّ إنقاذ دموزي من العالم السفلي وصعوده إلى الجنّة لاحقًا في نص عودة دموزي، الذي تُرجم في عام 1963. رفض العلماء المعاصرون وجود نموذج أصلي لـ «إله الموت والبعث» رفضًا قاطعًا.

## عبادته
يصف العالمان المختصّان بعلم الآشوريات جيريمي بلاك وأنتوني جرين نشأة عقيدة دموزي على أنّها «معقّدة ومحيّرة». اعتُبر دموزي خامس الملوك الذين حكموا مدينة باد تيبيرا في الفترة التي سبقت حدوث الطوفان، وذلك وفقًا لقائمة ملوك سومر. أُدرج دموزي في القائمة أيضًا بصفته أحد الملوك الأوائل لمدينة الوركاء؛ حيث قيل إنّه ينحدر من قرية قريبة تُسمّى كوارا، وإنه قرين الإلهة إنانا. اعتُقد أن دموزي سيباد («دموزي الراعي») كان مزوّد حليب؛ إذ كان الحليب سلعةً نادرةً وموسميةً في سومر القديمة، وذلك بسبب عدم القدرة على تخزينه بسهولة دون أن يفسد.
اعتُبر دموزي إلهًا زراعيًا مرتبطًا بنمو النباتات إلى جانب كونه إلهًا للرعاة. ربطت شعوب الشرق الأدنى القديمة دموزي بفصل الربيع، أي عندما تكون الأرض خصبةً ووفيرةً؛ لكنّهم اعتقدوا أنه قد «مات» خلال أشهر الصيف، أي عندما تكون الأرض جافّة وقاحلة. يعلن الناس في جميع أنحاء سومر الحداد على وفاة دموزي، وذلك خلال شهره (تمّوز) الذي يقع في منتصف فصل الصيف؛ يبدو وكأن هذا الجانب أساسي في عقيدتهم. كان شهر دموزي (تمّوز) الشهر السادس من العام بالنسبة لسكّان مدينة لجش. انتقل الاعتقاد بأهمية هذا الشهر والعطلة المرتبطة به من السومريين إلى البابليين وبعض الشعوب السامية الشرقية الأخرى لاحقًا، إذ كُتب اسم الشهر في هذه اللغات تمّوز. تربط الطقوس المرتبطة بمعبد إيكور في مدينة نفر دموزي بإله الأفاعي إيستّاران؛ إذ يُوصف في هذه الطقوس على أنّه ميّت.

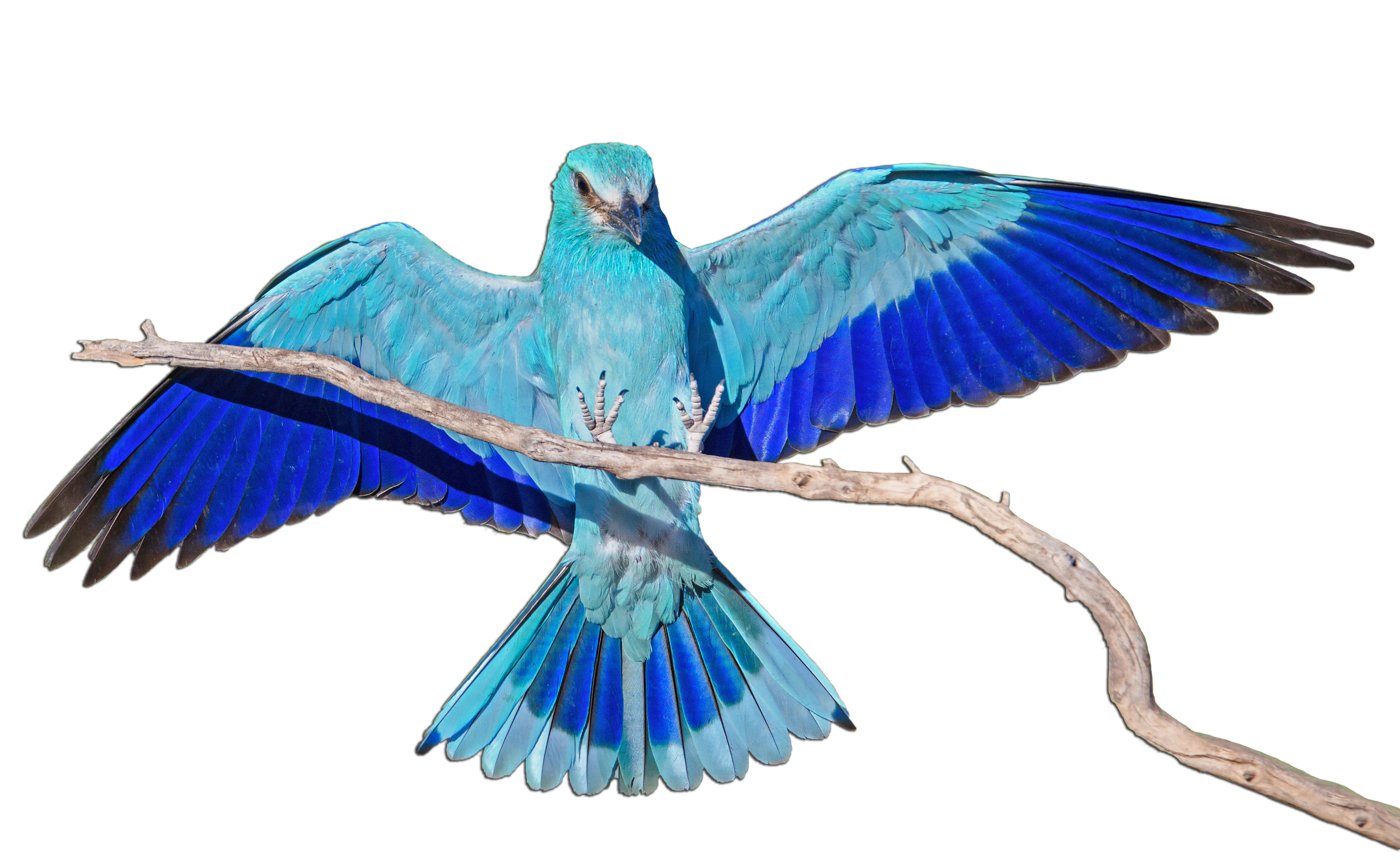
في ملحمة جلجامش، كان طائر الأللو الملون أو الشقراق الأوروبي يرمز للإله تموز

رُبط ما بين دموزي والإله آما-أوشومغال-آنا، الذي كان إلهًا محلّيًا معبودًا في مدينة لجش. يُوصف آما-أوشومغال-آنا بأنّه محارب بطولي في بعض النصوص. رُبط دموزي بنخيل التمر وثماره، كما هو الحال مع آما-أوشومغال-آنا. اتّسم هذا الجانب من عقيدة دموزي بطبيعته المرحة، إذ لم يكن له أيّ صلة بالقصص الأكثر سوداويةً كالتي تتضمّن وفاته. يمثّل نخيل التمر بالنسبة لشعوب بلاد ما بين النهرين الاستقرار، لأنّه كان أحد المحاصيل القليلة التي يُمكن حصادها طيلة العام؛ حتّى خلال موسم الجفاف. يُشار إلى دموزي باسم «دامو» في بعض القصائد السومرية، التي تعني «ابني». عادةً ما يُستخدم هذه الاسم ليكون تجسيدًا لقوّته التي ترفع النسغ في الأشجار والنباتات. يُعتبر اسم دامو الاسم الأكثر ارتباطًا بعودة دموزي في الخريف بعد انتهاء فصل الجفاف. أكّد هذا الجانب من عقيدته على الخوف والإرهاق اللذين يصيبان المجتمع بعد نجاته من الصيف المدمّر.
لم يمتلك دموزي أي سلطات بعيدًا عن نطاق مسؤولياته الواضحة. لم يتبقَّ سوى قلّة قليلة من الصلوات الموجّهة له، إذ تطلب معظمها تزويد الناس بالمزيد من الحليب والحبوب والماشية وما إلى ذلك. هناك استثناء وحيد لهذه القاعدة، ألا وهو نقش آشوري واحد؛ يطلب فيه رجل ما من تمّوز أن يأخذ معه شبحًا مزعجًا يطارده عندما ينحدر إلى العالم السفلي. ارتبطت عقيدة تمّوز بالنساء بشكل خاص، فهنّ اللواتي كنّ مسؤولات عن الحداد على وفاته. تضمّنت عادات اليونان القديمة المُثبتة بالأدلة عادةً زراعة حدائق مصغّرة بنباتات سريعة النمو مثل الخس والشمر، إذ توضع هذه النباتات لاحقًا تحت أشعة الشمس الحارقة لتنبت قبل أن تُذبلها الحرارة؛ ارتبطت هذه العادة بمهرجان أدونيا، الذي يُقام تكريمًا لأدونيس (النسخة اليونانية من تمّوز). جادل بعض العلماء بأنّ هذه العادة هي استمرار لممارسة شرقية سابقًا، مستندين في ذلك إلى بعض الإشارات الموجودة في الكتاب العبري. تعدّ النساء اللواتي يعلنّ الحداد على تمّوز كعكات لقرينته عشتار، أو ملكة الجنّة. تُخبز هذه الكعكات بالرماد، إذ عُثر على بعض قوالب الكعكات الطينية في مملكة ماري في سوريا؛ تشير هذه الأدلّة إلى أن هذه القوالب كانت على شكل نساء عاريات في الكثير من الأحيان.
يرى العالم صامويل نواه كرايمر أنّه لربما كان ملوك الوركاء قد أثبتوا شرعيتهم في نهاية الألفية الثالثة قبل الميلاد عن طريق تولّي دور دموزي، باعتباره جزءًا من احتفالات «الزواج المقدّس». استمرّت هذه الطقوس طيلة ليلة واحدة في اليوم العاشر من أكيتو (أي عيد رأس السنة السومرية)، الذي يُحتفل به سنويًا في الاعتدال الربيعي. اعتُقد أن الملوك كانوا يشاركون في علاقات جنسية طقوسية مع كاهنة إنانا خلال هذه الطقوس، وذلك لاعتقادهم بأنّها تولّت دور الإلهة إنانا. اعتبر العلماء المعلومات المتوافرة حول طقوس الزواج المقدّس على أنّها حقيقة ثابتة إلى حدّ ما في أواخر القرن العشرين، إلا أن العديد من العلماء رفضوا فكرة وجود طقوس جنسية فعلية في أوائل الألفينيات؛ معتقدين أن «الزواج المقدّس» اتّحاد رمزي بدلًا من اعتباره اتّحادًا جسديًا.

## رموزه

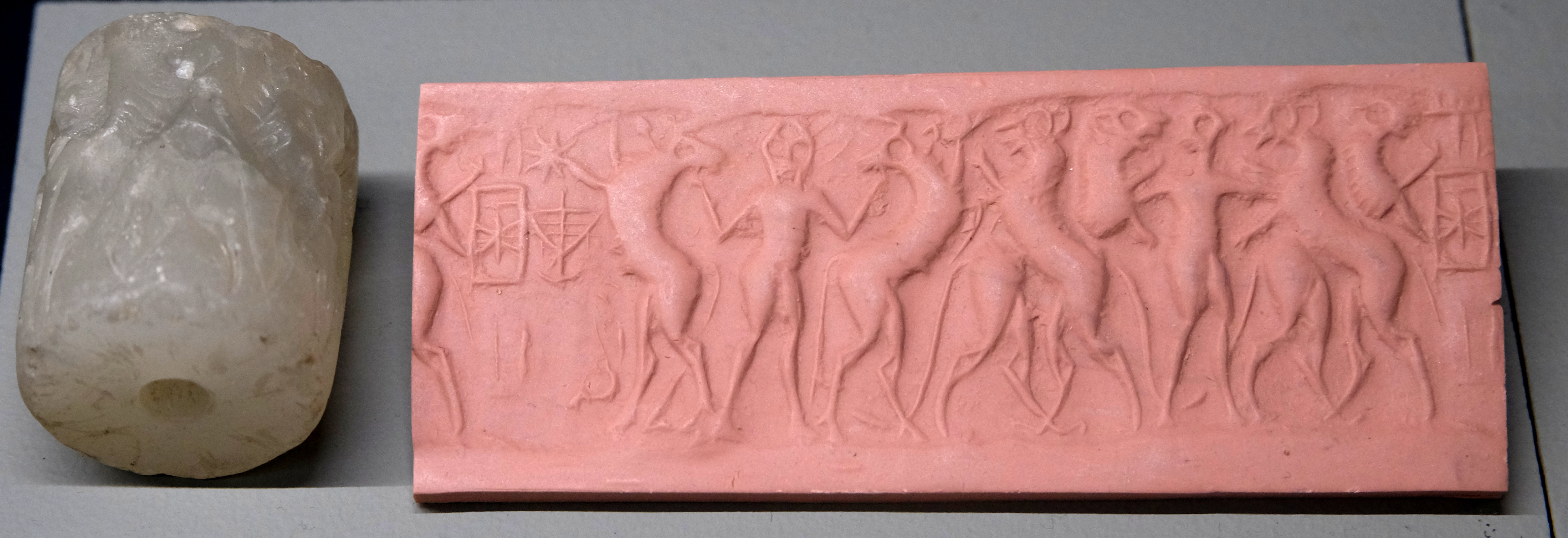
نقش أما أوشومغال الذي يعود تاريخه إلى عصر فجر السلالات قرابة عام 2600 قبل الميلاد. ويصور رجل ثور يقاتل أربعة حيوانات رباعية الأرجل. وهو يحمل اسم الملك الأسطوري أو الراعي تموز. النقش موجود في المتاحف الملكية للفن والتاريخ في بروكسل ببلجيكا

رُمز إلى تموز بالنخلة وفي قمتها نجمة ثمانية أو تاج النخلة (سعفها) أما كوكبه فهو الجوزاء وتابعه الحيواني هو الثور البري وهو امو شومكال أنا - Ama ushumgal anna - أي رب الحياة والنمو في النخلة.

## مأساة تموز

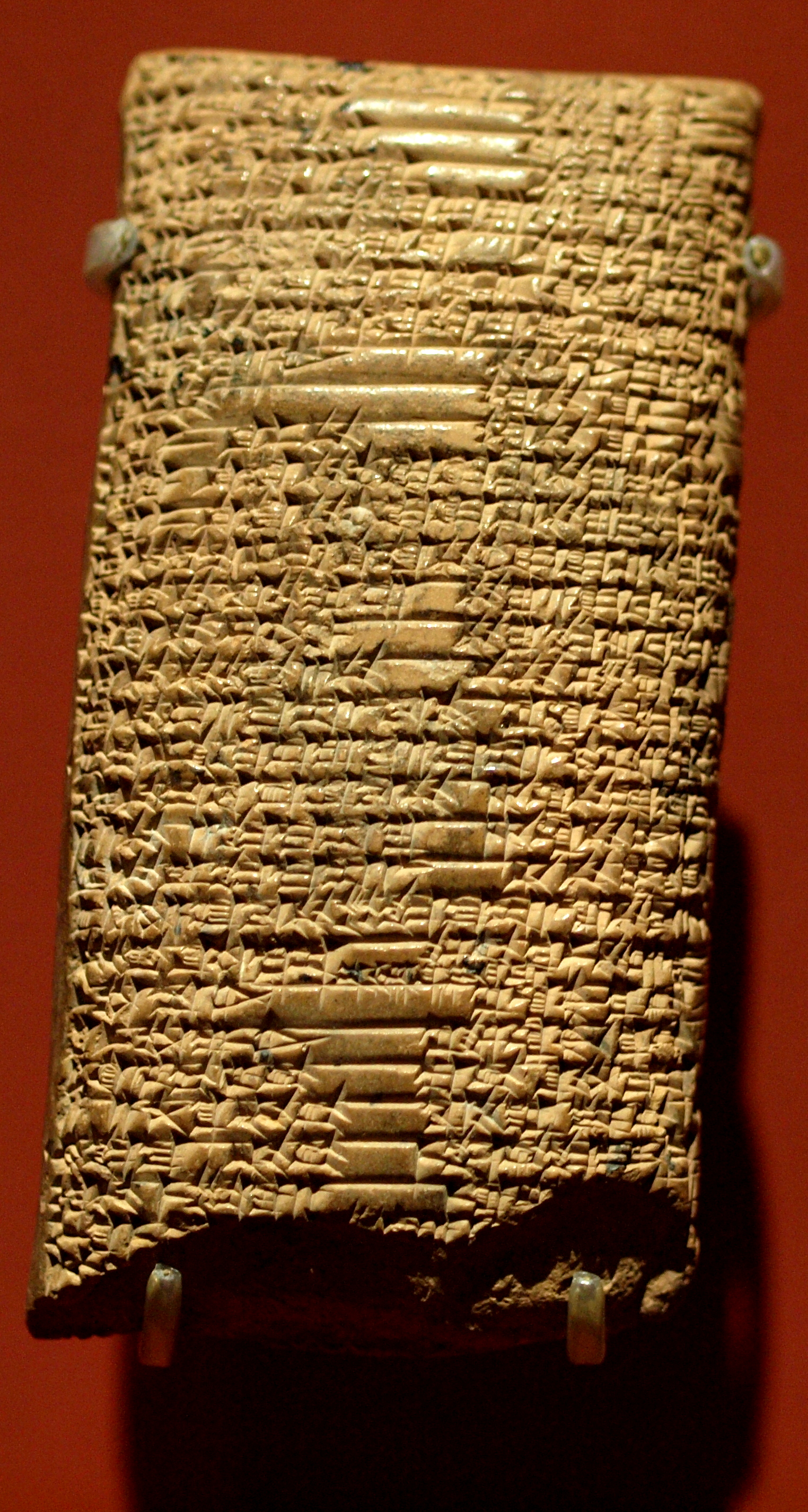
لوح طيني سومري قديم يحتوي رثاء لوفاة تموز.

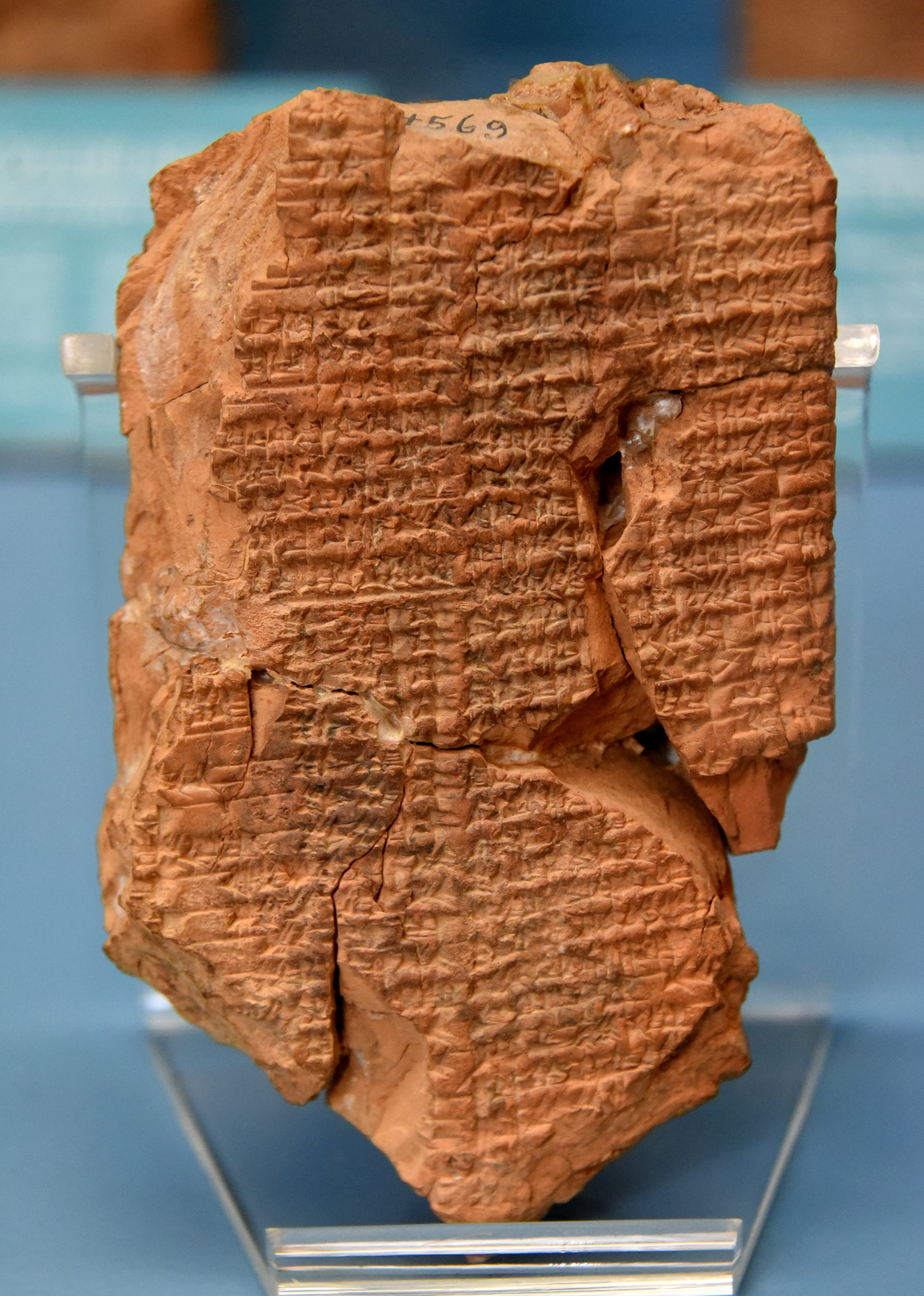
لوح سومري قديم يحتوى على مغازلة بين عشتار وتموز.

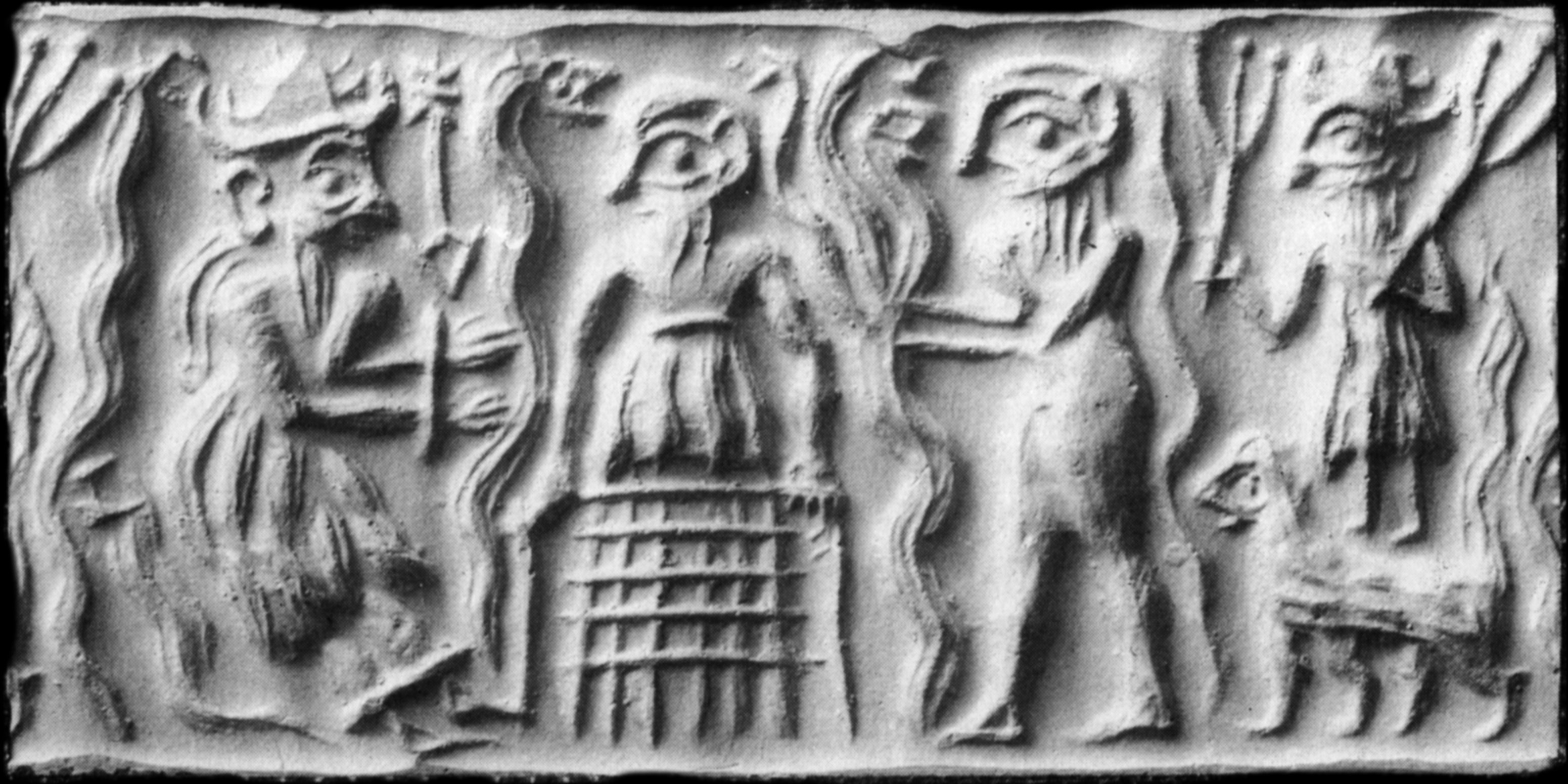
طبعة ختم أسطواني سومري قديم يظهر تموز يتعرض للتعذيب في العالم السفلي من قبل الشياطين.

تبدأ القصة بعد أن تقدم تموز لخطبة عشتار عن طريق شقيقها أوتو، وثم يحاول أوتو اقناع عشتار بالموافقة ولكن كان لعشتار رأي مختلف فقد كانت مغرمة بفلاح يدعى «انكي-امدو»، فأسرف الشقيق في وصف محاسن المتقدم، بدون أن يكشف هويته حتى يجعلها تحزر من هو وحزرت في نهاية المطاف، ولكن هذا لم يثنها عن عزمها فواجهها تموز بنفسه ووعدها بتقديم كل ما تتمناه، وبعد جهد جهيد وافقت عشتار وغضت النظر عن الفلاح الذي التقى بتموز بعد ذلك وكاد الأخير أن يهجم على الأول، إلا أن الفلاح كان مؤدبا وعرف كيف يهدئ من روعه فتراجع تموز، وبعد أخذ ورد تصالحا ودعا تموز الفلاح لحضور الزفاف وقبل الرجل الدعوة متشرفا. وتقابل تموز وعشتار عدة مرات مساء، وفي إحدى الأمسيات مر الوقت بدون أن يشعرا فخشت عشتار العودة إلى البيت في ساعة متأخرة خوفا من مواجهة والدتها فاتفقا على عذر مناسب وهو، أن عشتار كانت مع صديقة لها في حديقة عامة للاستمتاع بالرقص والغناء وانقضى الوقت بسرعة. وكما هو الحال مع العشاق فإن هذه اللقاءات لم تخل من المشاجرات، خاصة أن عشتار كانت تشعر بعلو نسبها فتتعالى أحيانا على تموز، الذي كان يغضب لذلك. وأخيرا تزوج العاشقان ليعيشا في «بيت الحياة».
وبعد ذلك بفترة قررت عشتار زيارة العالم السفلي الذي يسكن فيه الأموات وهو عالم منفصل عن عالمنا، وذو قوانين خاصة به وتحكمه أخت عشتار الكبرى الآلهة ارشكيجال التي لا تحب اختها. وعلى ما يبدو أن سبب الزيارة كان رغبة عشتار في إطلاق سراح الأموات وإعادتهم إلى عالم الأحياء. ولم تتوقع عشتار ما كان في انتظارها من مكائد اختها التي عرفت بالزيارة مقدما. ولكن الآلهة عشتار كانت لديها شكوكها فطلبت من خادمتها «ننشوبر» بان تذهب إلى الإله إنليل، وتتوسل له لكي يعيدها من العالم السفلي، وإذا رفض تذهب إلى الإله ننا وتطلب منه المساعدة، فإذا رفض تذهب إلى الإله إنكي وهو سيقدم العون لعودتها من العالم السفلي، وذهبت الآلهة عشتار مرتدية تاجا وملابس وحلى فاخرة إلى العالم السفلي الذي كانت له سبعة ابواب، حيث قام حارس الأبواب وبناء على أوامر الاخت الكبرى بتجريد عشتار من بعض ملابسها عند عبورها كل باب حتى وصلت إلى اختها وهي عارية، فأمرت الأخت سبعة آلهة يعملون لديها بقتل الآلهة عشتار فورا، وهذا ما حدث لتبدأ الكارثة، فبموت الآلهة عشتار توقفت الحياة لتوقف التزاوج، ولكن هناك بصيص امل لإنقاذ العالم من هذه المأساة، فعندما سمع الإله انكي بمصير عشتار وجد سبيلا للخلاص، عن طريق الاستعانة بخدمات آصوشونامر، أجمل فتى على الإطلاق، وأمره بالذهاب إلى العالم السفلي والأيقاع باخت الآلهة عشتار في حبه إلى درجة الذهول ويجعلها أن تقسم بعمل كل ما يريد، وبعد ذلك يطلب منها إعادة الآلهة عشتار إلى الحياة.

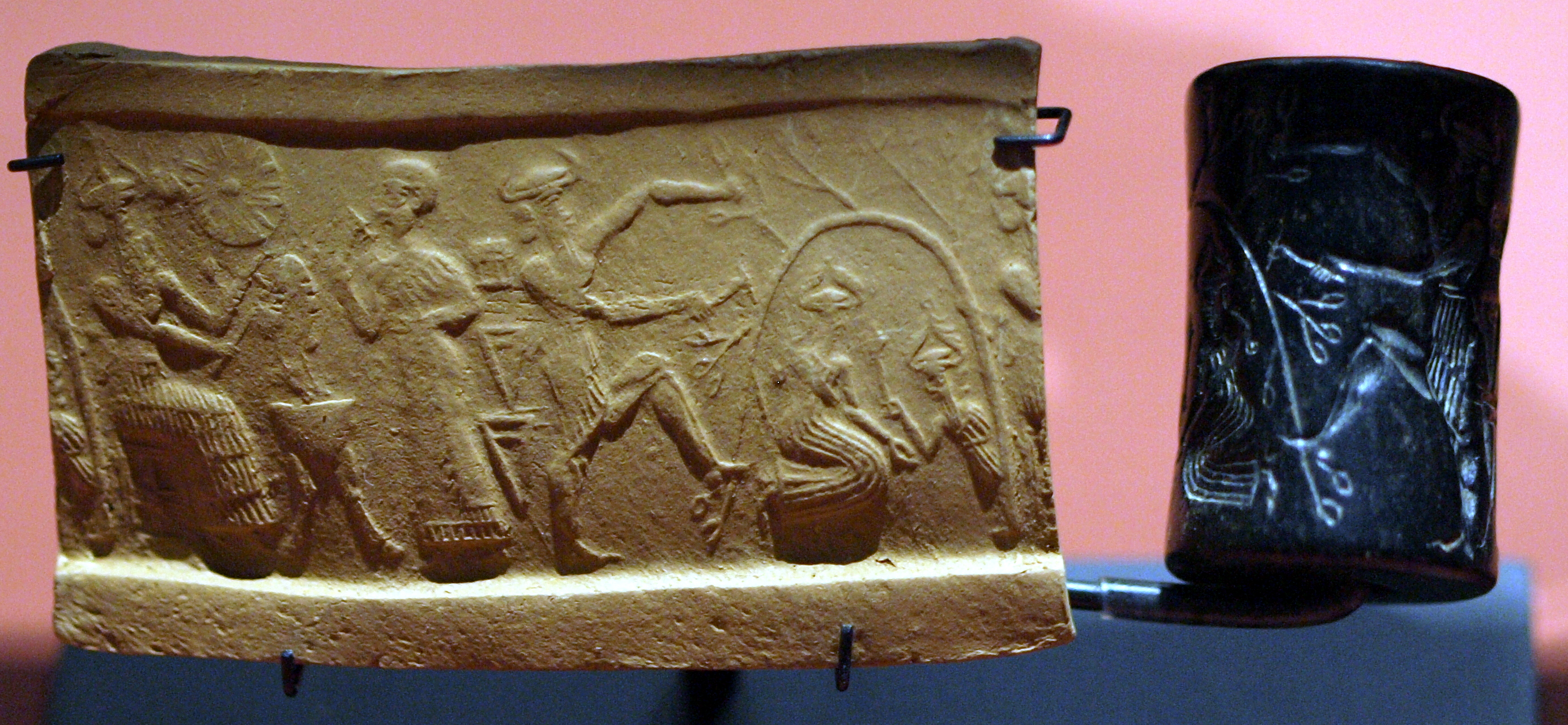
ختم أسطواني أكادي يعود إلى جيرسو (حوالي 2340 - 2150 قبل الميلاد) يظهر مشهدًا أسطوريًا لإله صاعد من العالم السفلي يرجح أنه تموز وهو يسلم شيئًا يشبه الهراوة إلى إلهة قد تكون إنانا أو إحدى قريبات تموز الإناث

وكان الرجل عند حسن ظن إله الحكمة، إلا أن الأخت استشاطت غضبا عند سماعها برغبته بإحياء عشتار، ولكن بعد فوات الأوان لأنها الآن ملزمة بالتنفيذ، فأعادت عشتار إلى الحياة، ولكن بشرط وهو أن تعثر عشتار على من يحل محلها في العالم السفلي، فخرجت عشتار مع سبعة من شياطين العالم السفلي لكي يأخذو شخصاً بديلا عنها، فتجد في طريقها خادمتها «ننشوبر» فيهم الشياطين بأخذها، لكنها تمنعهم فهي من أنقذتها من الجحيم، وتستمر في طريقها فتجد «لاتراك» القائد، فترفض أن تسلمه لهم، وتسمر في طريقها إلى أن تصل إلى «كولاب» واثناء البحث شاهدت زوجها تموز ولدهشتها لم يكن حزينا لوفاتها، بل سعيدا جالسا على عرشها فغضبت وقالت للشياطين أن يأخذوه فانهالوا عليه ضربا، يحاول الهرب مرتين بمساعدة الإلهة، لكن يفشل حيث تجده الشياطين مختبئا في حظيرة الأغنام عند أخته «كشتن»، وهناك يتعرض لضرب مبرح وتأخذه الشياطين إلى العالم السفلي، ومن هنا كانت تمارس شقيقة تموز عملية الندب والحزن علية في ارجاء المدينة، إلا أن عشتار شعرت بتأنيب الضمير فهي في الحقيقة مغرمة به فطلبت من أختها تسوية لإرضاء الجميع، وكان لها ما ارادت وهي أن يقضي تموز في عالم الأموات ستة أشهر تبدأ بشهر تموز وتموت أثنائها الزراعة والماشية وينتشر القحط ويغادر بعدها ذلك العالم إلى عالم الأحياء، أي أنه يعاد إلى الحياة، وتعود الزراعة والخير معه وتأخذ مكانه اخته للفترة نفسها ثم يعود تموز إلى عالم الأموات وهلم جرا.

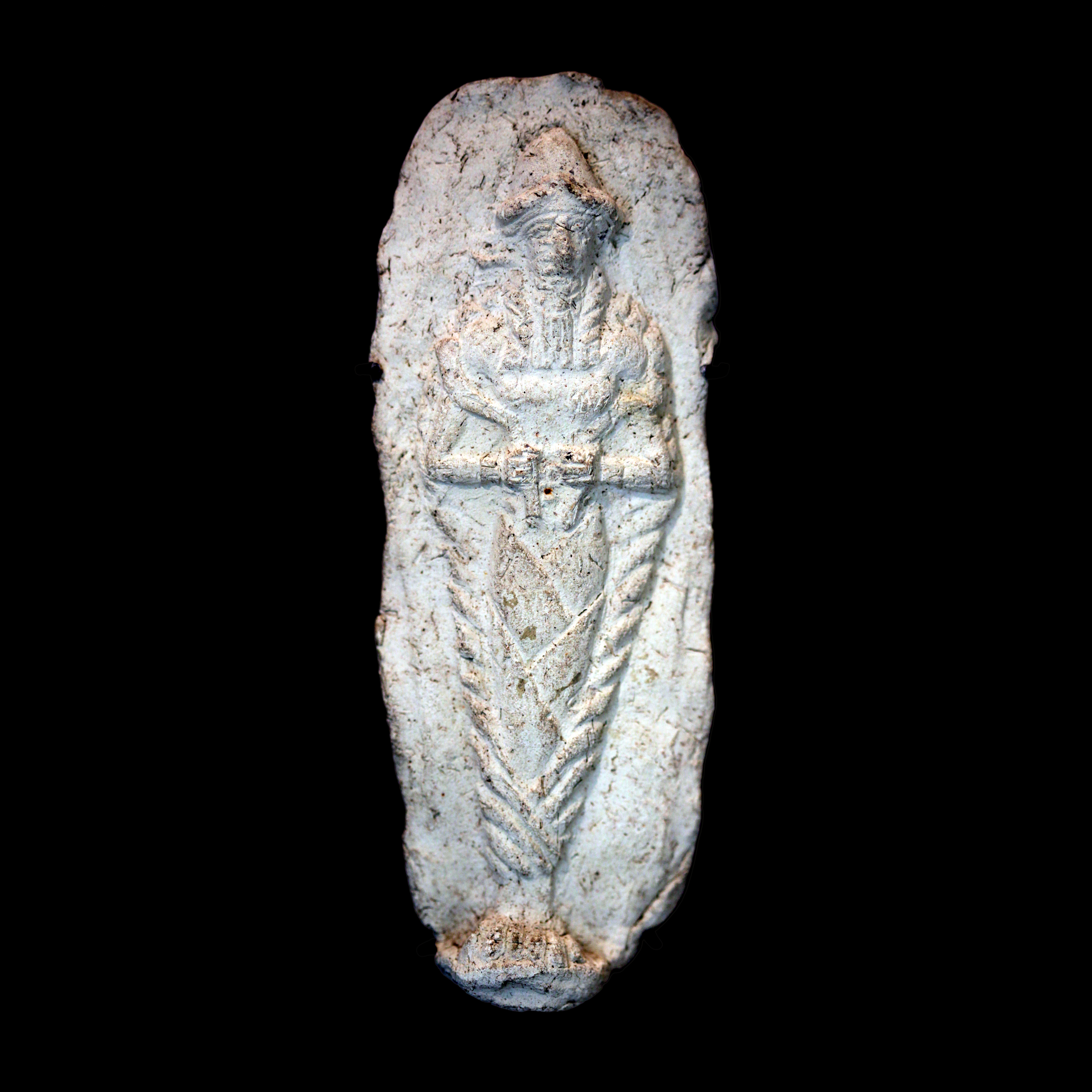
منحوتة من الطين تعود إلى الحقبة الأمورية (حوالي 2000-1600 قبل الميلاد) تظهر إلهًا ميتًا يستريح في تابوته ويرجح أنه تموز

اعتبر سكان وادي الرافدين نزول الإله تموز إلى العالم السفلي بمثابة وفاته وكان لهذا مراسيم دينية خاصة في شهر تموز، فقد سمي ذلك الشهر على اسمه، وهي الفترة التي تنعدم الأمطار في وادي الرافدين وتنقطع الزراعة، وتضمنت المراسيم نحيب وعويل وبكاء النسوة البالغ. واعتبروا خروجه من العالم السفلي بعد ستة أشهر بمثابة ميلاده، أما زواجه فهو بداية السنة الجديدة عند سكان وادي الرافدين والموافق بداية شهر نيسان وفي الحقيقة أنه عيد الربيع في وادي الرافدين. ويشمل كل احتفال ديني تمثيل الحدث المحتفى به بشكل مفصل ومؤثر للغاية أمام الملأ.

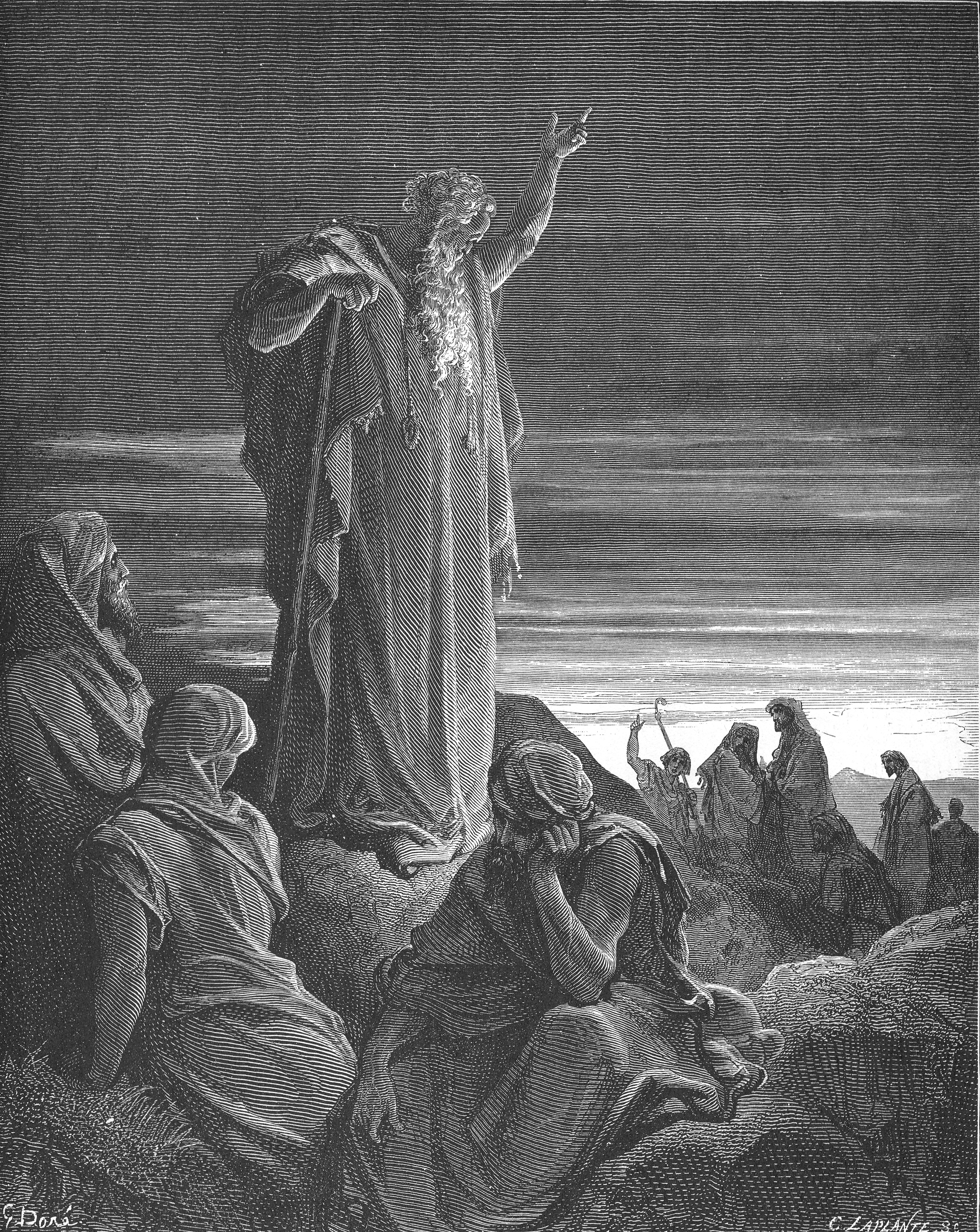
لوحة لجوستاف دوريه تعود إلى عام 1866، وتظهر النبي حزقيل وسط نساء ينتحبن على وفاة تموز خارج الهيكل في القدس

يعتبر موت وقيامة الإله تموز (دموزي) أحد الطقوس التراجيدية المهمة في حضارة بلاد الرافدين بقصته الأسطورية، فهو الخزين التراجيدي الحزين في روح إنسان بلاد الرافدين، ولحجم الاضطهاد والعذاب الذي تعرض له الإله تموز وعلاقة حبيبته الآلهة (إنانا) أو (عشتار) ودورها الملتبس بهذا الموت المأساوي أدى إلى أن تمتلئ المثيولوجيا والآداب السومرية والبابلية بمناحات واساطير وملاحم وطقوس تعزية خاصة بمآسي آلهة الخصب الأنثوية الشهيرة هذه وغيابها عن الحياة بعد أن إختارت الانتقال للعالم السفلي، ومن ثم قيامتها من جديد، وتعتبر اسطورة مأساة تموز حتى الآن من أرقى وأغنى ما كتب في مثيولوجيا شعوب بلاد الرافدين.